# Старая Ханинеевка
Старая Ханинеевка — село в Барышском районе Ульяновской области. Входит в состав Измайловского городского поселения.

## География
Населённый пункт расположен на реке Явлейке (ранее Дивлейка) в 2 километрах к северу от города Барыш — административного центра района. Расстояние до Ульяновска — 109 километров.

### Часовой пояс
Старая Ханинеевка, как и вся Ульяновская область, находится в часовой зоне МСК+1. Смещение применяемого времени относительно UTC составляет +4:00.

## История
В 1780 году деревня Хонеевка, жители которой в ней числятся по ревизии в селе Никольском Хоненеве (ныне с.Новая Ханинеевка) , при речке Дивлейке, из Синбирского уезда вошла в состав Канадейского уезда Симбирского наместничества.
На 1900 год в дер. Старой Хоненеевке в 46 дворах жило: 195 м. и 206 ж.; в этом же году была открыта  школа грамоты.
10 декабря 2002 года был изменён статус Старой Ханинеевки с деревни на село. До 2005 года входило в состав ныне упразднённого Водорацкого сельсовета.

## Население
| 2010 |
| ---- |
| 110  |

Согласно статистическим данным, в 1913 году в селе было 54 двора, проживало 396 жителей. Население в 1996 году — 141 человек.

## Инфраструктура
Село разделено на три улицы (Лесная, Солнечная, Центральная) и один переулок (Солнечный).